# Феофилакт Далассин
Феофилакт Далассин (ср.-греч. Θεοφύλακτος Δαλασσηνός; 970-е — после 1042) — государственный и военный деятель Византийской империи.

## Биография
Происходил из провинциального знатного рода Далассинов. Сын Дамиана Далассина, дуки Антиохии. Родился в конце 970-х годов в городке Далассы. Начал службу под руководством отца. Впервые упоминается в письме в 998 году, когда участвовал в походе отца против отрядов Фатимидского халифата. Участвовал в битве при Апамее в том же году, когда византийцы потерпели сокрушительное поражение. Дамиан Далассин погиб, а Феофилакт вместе с братом Константином попал в плен. Они были проданы за 6 тысяч золотых динаров фатимидскому военному главе Джайшу ал-Самсаму. Он избавил от рабства только в 1008 году.
По возвращении потратил время на восстановление здоровья. В 1010-х годах прославился в битвах против Болгарского государства. В 1021 году назначен друнгарием императорской гвардии и присвоен титул протоспафария. В 1022 году назначен стратегом фемы Анатолик. В том же году возглавил войска для подавления мятежа Никифора Ксифия и Никифора Фоки. Ещё до подхода войск Далассина по наущению Ксифия был убит Фока, а уже Феофилакт Далассин быстро победил остальных мятежников, пленив Никифора Ксифия, который был отправлен в ссылку. С 1023 по 1025 год руководил фемой Иберия, сменив на этом посту брата Романа.
В 1027 году участвовал в подавлении мятежа Никифора Комнина, катепана Васпуракана, против императора Константина VIII. В том же году назначается катепаном Васпуракана. В этой должности сумел обеспечить мир на границе с Раваддидами. В 1032 году император Роман III Аргир назначил Феофилакта Далассина дукой Антиохии. В то же время присвоен титул антипата-патрикия и веста, благодаря чему вошёл в высшую аристократию. Находился в должности до 1034 года. Успешно действовал против арабов в Южной Сирии и Финикии.
Новый император Михаил IV подозревал Феофилакта Далассина в императорских амбициях, поэтому лишил всяких должностей. В 1039 году вместе с семьёй он отправлен в ссылку. Сумел вернуть своё влияние только после восхождения на трон Константина IX Мономаха, предоставившего Далассину титул магистра. Наверное, вскоре после этого умер.
У Феофилакта Далассина была дочь и сын — дука Антиохии Адриан Далассин.